# Linneus, Missouri
Linneus är administrativ huvudort i Linn County i Missouri. Orten hette ursprungligen Linnville och döptes efter Lewis F. Linn, på samma sätt som countyt. Linn tog sedan själv initiativ till namnbytet. Det nya namnet som hedrar Carl von Linné togs i bruk 1840.